# اردوگاه کراترم
اردوگاه کراترم (انگلیسی: Keraterm camp) یک اردوگاه مرگ بود که توسط ارتش جمهوری صرب بوسنی و پلیس نزدیک شهر پرییدور در شمال بوسنی و هرزگوین و در جریان جنگ بوسنی برپا شد.
این اردوگاه بین ۱٬۰۰۰ تا ۱٬۵۰۰ شهروند بوسنیایی و کرووات را نگه‌داری می‌کرد.۱۵۰ نفر در این اردوگاه کشته شدند.